# Estadi VictoriArena
L'Estadi VictoriArena és un estadi de futbol a la ciutat de Rosport, a l'est de Luxemburg. Actualment és l'estadi de la Football Club Victoria Rosport. Té capacitat per a 2.500 persones.